# Липове (Краматорський район)
Ли́пове — село в Україні, у Лиманській міській територіальній громаді Донецької області. У селі мешкає 78 осіб.